# Cray (superkomputer)

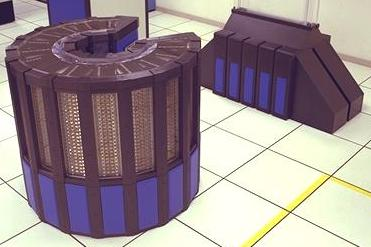
Superkomputer Cray-2

Cray – marka superkomputerów produkowanych przez Cray Research, część przedsiębiorstwa Hewlett Packard Enterprise.
Nazwa pochodzi od nazwiska konstruktora komputerów Seymoura Craya, który projektował superkomputery przez ponad 20 lat, pracując i zakładając przedsiębiorstwa, które je produkowały i sprzedawały.

## Typy superkomputerów Cray
- Cray Research (1972–2000; częściowo przejęty przez Silicon Graphics w 1996 roku)
  - Cray-1
  - Cray X-MP – pierwsza maszyna wieloprocesorowa tej firmy (1982)
  - Cray-2
  - Cray Y-MP
    - Cray J90

  - Cray T3D – pierwszy komputer masowo równoległy (MPP) Cray Research (1993)
    - Cray T3E

  - Cray C90
  - Cray T90
- Cray Computer Corp. (1988–1995)
  - Cray-3
- Cray Inc. (2000–do teraz; powstała przez połączenie Tera Computers i Cray Research)
  - Cray SX-6
  - Cray MTA-2
  - Cray SV1
  - Cray Red Storm
  - Cray X1
    - Cray X1E

  - Cray XD1